# Pepe Arias
José Pablo Arias Martinez, detto Pepe (Buenos Aires, 16 gennaio 1900 – Buenos Aires, 23 febbraio 1967), è stato un attore argentino.

## Filmografia parziale
- ¡Tango!, regia di Luis Moglia Barth (1933)
- Puerto Nuevo, regia di Luis César Amadori e Mario Soffici (1936)
- Kilómetro 111, regia di Mario Soffici (1938)
- Il romanzo di un maestro (Maestro Levita), regia di Luis César Amadori (1938)
- Flecha de oro, regia di Carlos F. Borcosque (1940)
- El hermano José, regia di Antonio Momplet (1941)
- Fantasmas en Buenos Aires, regia di Enrique Santos Discépolo (1942)
- La guerra la gano yo, regia di Francisco Múgica (1943)
- Las seis suegras de Barba Azul, regia di Carlos Hugo Christensen (1945)
- Fúlmine, regia di Luis Bayón Herrera (1949)
- Mercado de abasto, regia di Lucas Demare (1955)
- Estrellas de Buenos Aires, regia di Kurt Land (1956)
- La señora del intendente, regia di Armando Bó (1967)